# Paris Saint-Germain Football Club 2016-2017 (femminile)
Questa voce raccoglie le informazioni riguardanti la squadra femminile del Paris Saint-Germain nelle competizioni ufficiali della stagione 2016-2017.

## Divise e sponsor
La grafica è la stessa del Paris Saint-Germain maschile. Lo sponsor tecnico per la stagione 2016-2017 è Nike, mentre lo sponsor ufficiale è Fly Emirates. La maglia presenta due toni di blu con la parte più scura a coprire le spalle, le maniche e una parte del colletto a ‘V’. All'interno del collo è stampata la frase “Ici C’est Paris”, in più compaiono le parole “Paris”, “Grandeur” e “Passion” sul retro del colletto e all'interno dei polsini. I lati sono corredati da una striscia blu che in concomitanza con il movimento dei calciatori si espande e svela uno sfondo rosso, lo stesso presente anche sui calzoncini. I calzettoni sono blu, con la scritta “Paris” al centro e una grafica a righe rosse sul retro, che riprende le pinstripes. L’originale banda rossa ideata da Daniel Hechter nel 1973 compare sulla parte posteriore del collo. Presentata anche la patch che sarà applicata sulla manica destra della nuova maglia del PSG 2016 e anche della seconda e terza divisa. Si tratta di una toppa rotonda di colore bianco, doppia bordatura dorata concentrica, al centro lo stemma della Ligue 1, in alto la scritta in blu Paris Saint Germain e in basso in rosso Champion 2016 divise da 6 stelle per ricordare i campionati vinti dalla squadra maschile nel 1986, 1994, 2013, 2014, 2015 e 2016. Per quanto riguarda lo sponsor, il logo Fly Emirates sarà posizionato come di consueto sulla parte frontale della maglietta, mentre QNB (Qatar National Bank), sarà posizionata sulla manica sinistra.
| Casa | Trasferta | Terza maglia |

## Organigramma societario
Area tecnica
- Allenatore: Patrice Lair
- Vice allenatore: Florent Ghisolfi
- Preparatore dei portieri: Christophe Ott
- Preparatori atletici: Jérémie Molton, Toru Ota
- Medico sociale: Audrey Loiselay
- Fisioterapisti: Jérôme Bertrand, Gwenaëlle Pelé

## Rosa
Rosa, ruoli e numeri di maglia come da sito ufficiale, integrati dal sito footofemenin.fr.
| N. |                               | Ruolo | Calciatrice          |
| -- | ----------------------------- | ----- | -------------------- |
| 1  | Polonia (bandiera)            | P     | Katarzyna Kiedrzynek |
| 3  | Francia (bandiera)            | D     | Laure Boulleau       |
| 4  | Francia (bandiera)            | D     | Laura Georges        |
| 5  | Francia (bandiera)            | D     | Sabrina Delannoy     |
| 6  | Nigeria (bandiera)            | D     | Ngozi Ebere          |
| 7  | Francia (bandiera)            | C     | Aminata Diallo       |
| 8  | Brasile (bandiera)            | D     | Érika                |
| 9  | Francia (bandiera)            | A     | Sarah Palacin        |
| 10 | Brasile (bandiera)            | A     | Cristiane            |
| 11 | Francia (bandiera)            | C     | Anissa Lahmari       |
| 12 | Canada (bandiera)             | C     | Ashley Lawrence      |
| 14 | Spagna (bandiera)             | D     | Irene Paredes        |
| 15 | Macedonia del Nord (bandiera) | A     | Nataša Andonova      |
| 16 | Paesi Bassi (bandiera)        | P     | Loes Geurts          |

| N. |                       | Ruolo | Calciatrice             |
| -- | --------------------- | ----- | ----------------------- |
| 17 | Francia (bandiera)    | D     | Ève Périsset            |
| 18 | Francia (bandiera)    | A     | Marie-Laure Delie       |
| 20 | Francia (bandiera)    | D     | Perle Morroni           |
| 21 | Spagna (bandiera)     | C     | Verónica Boquete        |
| 22 | Francia (bandiera)    | C     | Sana Daoudi             |
| 23 | Francia (bandiera)    | D     | Hawa Cissoko            |
| 24 | Brasile (bandiera)    | C     | Formiga                 |
| 25 | Francia (bandiera)    | A     | Marie-Antoinette Katoto |
| 26 | Francia (bandiera)    | C     | Grace Geyoro            |
| 27 | Francia (bandiera)    | A     | Ouleymata Sarr          |
| 28 | Costa Rica (bandiera) | C     | Shirley Cruz (capitano) |
| 29 | Francia (bandiera)    | C     | Amandine Henry          |
| 30 | Francia (bandiera)    | P     | Romane Salvador         |

## Calciomercato

### Sessione estiva
| Acquisti | Acquisti         | Acquisti             | Acquisti                  |
| R.       | Nome             | da                   | Modalità                  |
| -------- | ---------------- | -------------------- | ------------------------- |
| P        | Loes Geurts      | Kopparbergs/Göteborg | definitivo                |
| D        | Irene Paredes    | Athletic Bilbao      | definitivo                |
| D        | Ève Périsset     | Olympique Lione      | definitivo                |
| C        | Verónica Boquete | Bayern Monaco        | definitivo                |
| C        | Sana Daoudi      | PSG U-19             | aggregata dalle giovanili |
| C        | Aminata Diallo   | Guingamp             | definitivo                |
| A        | Sarah Palacin    | Saint-Étienne        | definitivo                |

| Cessioni | Cessioni          | Cessioni        | Cessioni   |
| R.       | Nome              | a               | Modalità   |
| -------- | ----------------- | --------------- | ---------- |
| C        | Kenza Dali        | Olympique Lione | definitivo |
| P        | Ann-Katrin Berger | Birmingham City | definitivo |
| C        | Cathy Couturier   | Rodez           | definitivo |
| C        | Lisa Dahlkvist    | KIF Örebro      | definitivo |
| C        | Kenza Dali        | Olympique Lione | definitivo |
| C        | Léa Declercq      | Paris FC        | definitivo |
| C        | Kheira Hamraoui   | Olympique Lione | definitivo |
| C        | Ghoutia Karchouni | Boston Breakers | definitivo |
| C        | Caroline Seger    | Olympique Lione | definitivo |
| A        | Jessica Houara    | Olympique Lione | definitivo |
| A        | Anja Mittag       | Wolfsburg       | definitivo |

### Sessione invernale
| Acquisti | Acquisti        | Acquisti         | Acquisti    |
| R.       | Nome            | da               | Modalità    |
| -------- | --------------- | ---------------- | ----------- |
| D        | Ashley Lawrence | WVU Mountaineers | definitivo  |
| C        | Formiga         | São Francisco-PA |             |
| C        | Amandine Henry  | Portland Thorns  | in prestito |
| A        | Nataša Andonova | Rosengård        |             |

| Cessioni | Cessioni       | Cessioni        | Cessioni      |
| R.       | Nome           | a               | Modalità      |
| -------- | -------------- | --------------- | ------------- |
| C        | Amandine Henry | Portland Thorns | fine prestito |

## Risultati

### Division 1

#### Girone di andata
| Albi 10 settembre 2016, ore 19:00 CEST 1ª giornata | ASPTT Albi | 3 – 0 A tavolino referto | Paris Saint-Germain | Stadio Maurice Rigaud (854 spett.)\| Arbitro: \| Cruchon \| |
| Arbitro:                                           | Cruchon    |                          |                     |                                                             |

| Arbitro: | Guillemin |

|           |           |  |
| Delie 48’ | Marcatori |  |

| Arbitro: | Bonnin |

|  |           |                                        |
|  | Marcatori | 13’ Cristiane 53’, 70’ Delie 58’ Érika |

| Arbitro: | Dallongeville |

|                             |           |  |
| Boquete 28’ Katoto 53’, 61’ | Marcatori |  |

| Arbitro: | Loidon |

|                                             |           |  |
| Katoto 24’ Cristiane 52’ Érika 72’ Cruz 86’ | Marcatori |  |

| Arbitro: | Coppola |

|            |           |  |
| Katoto 33’ | Marcatori |  |

| Arbitro: | Maubacq |

|  |           |                    |
|  | Marcatori | 33’, 66’ Cristiane |

| Arbitro: | Loidon |

|  |           |                                                                         |
|  | Marcatori | 3’ (rig.) Delannoy 30’ Boquete 42’ Sarr 44’ Érika 58’ Delie 66’ Palacin |

| Arbitro: | Bonnin |

|  |           |                                                    |
|  | Marcatori | 11’, 38’ Cristiane 24’, 58’ Delie 64’, 77’ Boquete |

| Arbitro: | Dallongeville |

|                     |           |  |
| Delie 35’, 55’, 65’ | Marcatori |  |

| Arbitro: | Maubacq |

|           |           |  |
| Delie 83’ | Marcatori |  |

#### Girone di ritorno
| Arbitro: | Guillemin |

|                                |           |              |
| Jakobsson 61’ Blackstenius 88’ | Marcatori | 21’ Périsset |

| Arbitro: | Bourquin |

|  |           |                                     |
|  | Marcatori | 48’ Henry 59’ Paredes 61’ Cristiane |

| Arbitro: | Cruchon |

|                                           |           |  |
| Boquete 8’ Delie 23’, 90+2’ Cristiane 26’ | Marcatori |  |

| Arbitro: | Guillemin |

|            |           |                        |
| Thiney 66’ | Marcatori | 62’ Paredes 64’ Katoto |

| Arbitro: | Coppola |

|                         |           |  |
| Yuceil 64’ Brétigny 76’ | Marcatori |  |

| Arbitro: | Cruchon |

|                         |           |  |
| Morroni 18’ Lahmari 85’ | Marcatori |  |

| Arbitro: | Bartnik |

|                                |           |                               |
| Cristiane 15’, 19’ Boquete 27’ | Marcatori | 60’, 80’ Amani 82’ Oparanozie |

| Arbitro: | Bagrowski |

|  |           |                        |
|  | Marcatori | 21’ Périsset 45’ Delie |

| Arbitro: | Bartnik |

|                                                         |           |  |
| Cristiane 4’ Gouineau 22’ (aut.) Delie 56’ Lawrence 65’ | Marcatori |  |

| Arbitro: | Guillemin |

|                                        |           |  |
| Le Sommer 13’ Hegerberg 27’ Morgan 28’ | Marcatori |  |

| Arbitro: | Bonnin |

|                        |           |                           |
| Delie 75’ Périsset 85’ | Marcatori | 48’ Karchouni 54’ Laurent |

### Coppa di Francia
| 8 gennaio 2017, ore 15:00 CET 2º turno federale | Bourges   | 0 – 19 referto | Paris Saint-Germain |  |
| \| \| \| \| \| \| Marcatori \| 4’, 17’, 32’, 55’, 56’, 63’, 85’ Cristiane 9’, 90’ Lahmari 11’, 26’, 39’, 45’ Delie 21’ Boquete 40’ (aut.) Pajaniandy 49’, 79’ Palacin 61’ Cruz 66’ Périsset \| |           | |                     |  |
| |           | |                     |  |
| | Marcatori | 4’, 17’, 32’, 55’, 56’, 63’, 85’ Cristiane 9’, 90’ Lahmari 11’, 26’, 39’, 45’ Delie 21’ Boquete 40’ (aut.) Pajaniandy 49’, 79’ Palacin 61’ Cruz 66’ Périsset |                     |  |

| Arbitro: | Maubacq |

|  |           |                                           |
|  | Marcatori | 37’ Morroni 53’, 76’, 83’ Delie 69’ Henry |

| 19 febbraio 2017, ore 15:00 CET Ottavi di finale                                                                                           | Tours     | 0 – 11 referto                                                                                           | Paris Saint-Germain | (4 800 spett.) |
| \| \| \| \| \| \| Marcatori \| 2’, 56’ Cristiane 18’ Georges 25’ Henry 39’ Katoto 44’ Formiga 50’, 89’ Boquete 53’, 54’ Sarr 60’ Diallo \| |           | |                     |                |
| |           | |                     |                |
| | Marcatori | 2’, 56’ Cristiane 18’ Georges 25’ Henry 39’ Katoto 44’ Formiga 50’, 89’ Boquete 53’, 54’ Sarr 60’ Diallo |                     |                |

| Arbitro: | Bonnin |

|                  |                      |          |
| E. Cascarino 81’ | Marcatori            | 8’ Delie |
|                  | Tiri di rigore 5 – 6 |          |

| Saint-Germain-en-Laye 16 aprile 2017, ore 15:00 CEST Semifinali                            | Paris Saint-Germain | 4 – 1 referto   | Saint-Étienne | Stadio Georges Lefèvre |
| \| \| \| \| \| Andonova 18’, 35’ Delie 21’ Delannoy 61’ \| Marcatori \| 90+1’ Chaumette \| |                     |                 |               |                        |
|                                                                                            |                     |                 |               |                        |
| Andonova 18’, 35’ Delie 21’ Delannoy 61’                                                   | Marcatori           | 90+1’ Chaumette |               |                        |

| Arbitro: | Dallongeville |

|                                                             |                      |                                                                     |
| Cristiane 7’                                                | Marcatori            | 34’ (rig.) Kumagai                                                  |
| Delannoy Delie Périsset Formiga Paredes Boquete Diallo Sarr | Tiri di rigore 6 – 7 | Majri Le Sommer Renard Mbock Bathy Kumagai Marozsán Abily Hegerberg |

### UEFA Women's Champions League
| Arbitro: | Kateryna Monzul' |

|                                   |           |             |
| Haavi 67’ Mykjåland 82’ Spord 88’ | Marcatori | 35’ Paredes |

| Arbitro: | Persson |

|                                           |           |              |
| Boquete 4’ (rig.) Cristiane 20’, 49’, 74’ | Marcatori | 90+2’ Berget |

| Arbitro: | Zadinová |

|  |           |                                |
|  | Marcatori | 17’ Boquete 45+1’, 59’ Paredes |

| Arbitro: | Clark |

|                                    |           |           |
| Cruz 43’ Sarr 45+1’, 79’ Delie 70’ | Marcatori | 67’ Adule |

| Arbitro: | Larsson |

|             |           |  |
| Miedema 72’ | Marcatori |  |

| Arbitro: | Vitulano |

|                                      |           |  |
| Delie 4’ Cristiane 12’, 52’ Cruz 42’ | Marcatori |  |

| Arbitro: | Albon |

|             |           |                                  |
| Latorre 89’ | Marcatori | 26’ Delie 36’ Cristiane 53’ Cruz |

| Arbitro: | Adámková |

|                                        |           |  |
| Delannoy 55’ (rig.) Diéguez 61’ (aut.) | Marcatori |  |

| Arbitro: | Steinhaus |

|                                                                    |                      |                                                                     |
| Majri Le Sommer Renard Mbock Bathy Kumagai Marozsán Abily Bouhaddi | Tiri di rigore 7 – 6 | Cristiane Delannoy Geyoro Delie Formiga Boquete Lawrence Kiedrzynek |

## Statistiche

### Statistiche di squadra
| Competizione     | Punti | In casa | In casa | In casa | In casa | In casa | In casa | In trasferta | In trasferta | In trasferta | In trasferta | In trasferta | In trasferta | Totale | Totale | Totale | Totale | Totale | Totale | DR  |
| Competizione     | Punti | G       | V       | N       | P       | Gf      | Gs      | G            | V            | N            | P            | Gf           | Gs           | G      | V      | N      | P      | Gf     | Gs     | DR  |
| ---------------- | ----- | ------- | ------- | ------- | ------- | ------- | ------- | ------------ | ------------ | ------------ | ------------ | ------------ | ------------ | ------ | ------ | ------ | ------ | ------ | ------ | --- |
| Division 1       | 49    | 11      | 9       | 2       | 0       | 28      | 5       | 11           | 7            | 0            | 4            | 26           | 11           | 22     | 16     | 2      | 4      | 54     | 16     | +38 |
| Coppa di Francia | -     | 1       | 1       | 0       | 0       | 4       | 1       | 4            | 3            | 1            | 0            | 36           | 1            | 6      | 4      | 2      | 0      | 41     | 3      | +38 |
| Champions League | -     | 4       | 4       | 0       | 0       | 14      | 2       | 4            | 2            | 0            | 2            | 7            | 5            | 9      | 6      | 1      | 2      | 21     | 7      | +14 |
| Totale           | -     | 16      | 14      | 2       | 0       | 46      | 8       | 19           | 12           | 1            | 6            | 69           | 17           | 37     | 26     | 5      | 6      | 116    | 26     | +90 |

### Andamento in campionato
| Giornata  | 1  | 2 | 3 | 4 | 5 | 6 | 7 | 8 | 9 | 10 | 11 | 12 | 13 | 14 | 15 | 16 | 17 | 18 | 19 | 20 | 21 | 22 |
| --------- | -- | - | - | - | - | - | - | - | - | -- | -- | -- | -- | -- | -- | -- | -- | -- | -- | -- | -- | -- |
| Luogo     | T  | C | T | C | C | C | T | T | T | C  | C  | T  | T  | C  | T  | T  | C  | C  | T  | C  | T  | C  |
| Risultato | P  | V | V | V | V | V | V | V | V | V  | V  | P  | V  | V  | V  | P  | V  | N  | V  | V  | P  | N  |
| Posizione | 12 | 8 | 5 | 4 | 3 | 3 | 3 | 3 | 3 | 2  | 2  | 3  | 2  | 2  | 2  | 2  | 2  | 3  | 3  | 3  | 3  | 3  |

Legenda:

Luogo: C = Casa; T = Trasferta. Risultato: V = Vittoria; N = Pareggio; P = Sconfitta.

### Statistiche delle giocatrici
| Giocatore     | Division 1 | Division 1 | Division 1  | Division 1 | Coppa di Francia | Coppa di Francia | Coppa di Francia | Coppa di Francia | Champions League | Champions League | Champions League | Champions League | Totale   | Totale | Totale      | Totale     |
| Giocatore     | Presenze   | Reti       | Ammonizioni | Espulsioni | Presenze         | Reti             | Ammonizioni      | Espulsioni       | Presenze         | Reti             | Ammonizioni      | Espulsioni       | Presenze | Reti   | Ammonizioni | Espulsioni |
| ------------- | ---------- | ---------- | ----------- | ---------- | ---------------- | ---------------- | ---------------- | ---------------- | ---------------- | ---------------- | ---------------- | ---------------- | -------- | ------ | ----------- | ---------- |
| N. Andonova   | 7          | 0          | 0           | 0          | 2                | 2                | 0                | 0                | -                | -                | -                | -                | 9        | 2      | 0           | 0          |
| S. Baltimore  | 1          | 0          | 0           | 0          | 0                | 0                | 0                | 0                | 1                | 0                | 1                | 0                | 2        | 0      | 1           | 0          |
| V. Boquete    | 21         | 7          | 1           | 0          | 3                | 3                | 0                | 0                | 9                | 2                | 0                | 0                | 33       | 12     | 1           | 0          |
| L. Boulleau   | 2          | 0          | 0           | 0          | 0                | 0                | 0                | 0                | 0                | 0                | 0                | 0                | 2        | 0      | 0           | 0          |
| L. Boussaha   | 3          | 0          | 1           | 0          | 0                | 0                | 0                | 0                | 0                | 0                | 0                | 0                | 3        | 0      | 1           | 0          |
| H. Cissoko    | 2          | 0          | 0           | 0          | 1                | 0                | 0                | 0                | 0                | 0                | 0                | 0                | 3        | 0      | 0           | 0          |
| S. Cruz       | 19         | 2          | 4           | 1          | 4                | 1                | 0                | 0                | 9                | 3                | 1                | 0                | 32       | 6      | 5           | 1          |
| Cristiane     | 18         | 11         | 0           | 0          | 6                | 10               | 0                | 0                | 8                | 6                | 0                | 0                | 32       | 27     | 0           | 0          |
| S. Daoudi     | 1          | 0          | 1           | 0          | 0                | 0                | 0                | 0                | 1                | 0                | 0                | 0                | 2        | 0      | 1           | 0          |
| S. Delannoy   | 21         | 1          | 2           | 0          | 6                | 1                | 0                | 0                | 9                | 2                | 0                | 0                | 36       | 4      | 2           | 0          |
| M. Delie      | 19         | 16         | 1           | 0          | 5                | 9                | 0                | 0                | 6                | 3                | 0                | 0                | 30       | 28     | 1           | 0          |
| A. Diallo     | 16         | 0          | 0           | 0          | 6                | 1                | 0                | 0                | 9                | 0                | 1                | 0                | 31       | 1      | 1           | 0          |
| Érika         | 8          | 3          | 0           | 0          | 0                | 0                | 0                | 0                | 4                | 0                | 0                | 0                | 12       | 3      | 0           | 0          |
| Formiga       | 8          | 0          | 0           | 0          | 4                | 1                | 0                | 0                | 4                | 1                | 0                | 0                | 16       | 2      | 0           | 0          |
| L. Georges    | 17         | 0          | 3           | 0          | 6                | 1                | 1                | 0                | 8                | 0                | 4                | 0                | 31       | 1      | 8           | 0          |
| L. Geurts     | 6          | -2         | 0           | 0          | 3                | -1               | 0                | 0                | 1                | 0                | 0                | 0                | 10       | -3     | 0           | 0          |
| G. Geyoro     | 17         | 0          | 1           | 0          | 4                | 0                | 0                | 0                | 6                | 0                | 1                | 0                | 27       | 0      | 2           | 0          |
| A. Henry      | 4          | 1          | 0           | 0          | 2                | 2                | 0                | 0                | -                | -                | -                | -                | 6        | 3      | 0           | 0          |
| M. Katoto     | 7          | 6          | 1           | 0          | 1                | 1                | 0                | 0                | 2                | 0                | 0                | 0                | 10       | 7      | 1           | 0          |
| K. Kiedrzynek | 16         | -14        | 0           | 0          | 4                | -2               | 0                | 0                | 8                | -7               | 0                | 0                | 28       | -23    | 0           | 0          |
| A. Lahmari    | 6          | 1          | 0           | 0          | 3                | 2                | 0                | 0                | 2                | 0                | 0                | 0                | 11       | 3      | 0           | 0          |
| A. Lawrence   | 11         | 1          | 0           | 0          | 5                | 0                | 0                | 0                | 5                | 0                | 0                | 0                | 21       | 1      | 0           | 0          |
| P. Morroni    | 13         | 1          | 1           | 0          | 4                | 1                | 0                | 0                | 3                | 0                | 1                | 0                | 20       | 2      | 2           | 0          |
| S. Palacin    | 6          | 1          | 1           | 0          | 2                | 2                | 0                | 0                | 2                | 0                | 0                | 0                | 10       | 3      | 1           | 0          |
| I. Paredes    | 18         | 2          | 2           | 0          | 2                | 0                | 0                | 0                | 9                | 3                | 1                | 0                | 29       | 5      | 3           | 0          |
| È. Périsset   | 21         | 3          | 1           | 0          | 6                | 1                | 1                | 0                | 9                | 0                | 1                | 0                | 36       | 4      | 3           | 0          |
| R. Salvador   | 0          | 0          | 0           | 0          | -                | -                | -                | -                | 0                | 0                | 0                | 0                | 0        | 0      | 0           | 0          |
| O. Sarr       | 17         | 1          | 0           | 0          | 3                | 2                | 0                | 0                | 6                | 2                | 0                | 0                | 26       | 5      | 0           | 0          |